# Cuori
Cuori és una sèrie de televisió italiana dirigida per Riccardo Donna. S'ha doblat en valencià per À Punt, que va emetre els dos primers capítols l'11 de setembre de 2022.
La primera temporada es va emetre en horari de màxima audiència a Rai Uno del 17 d'octubre al 28 de novembre de 2021.
El 2 de desembre de 2021, Donna va confirmar la producció de la segona temporada, el rodatge de la qual començarà a la tardor de 2022.

## Sinopsi
La història es desenvolupa a finals de la dècada del 1960, en les albors de les tècniques mèdiques relacionades amb els trasplantaments cardíacs i la creació del cor artificial als departaments de cirurgia cardíaca de l'hospital Le Molinette de Torí. Cesare Corvara, el cap del departament, es va tornar a casar amb Delia Brunello, una cardiòloga que va conèixer en una conferència als Estats Units i dotada d'una oïda absoluta per escoltar el batec del cor. Alberto Ferraris, un cirurgià cardíac talentós i antic amant de la Delia, també treballa al mateix hospital: entre tots dos la passió està destinada a tornar a aflorar.

## Llista d'episodis
| Núm. total | Núm. de la temporada | Títol                        | Data d'emissió original | Data d'emissió a À Punt |
| ---------- | -------------------- | ---------------------------- | ----------------------- | ----------------------- |
| 1          | 1                    | «L'americana i el suec»      | 17 d'octubre de 2021    | 11 de setembre de 2022  |
| 2          | 2                    | «Fins que l'amor ens separe» | 17 d'octubre de 2021    | 11 de setembre de 2022  |
| 3          | 3                    | «Pares i fills»              | 24 d'octubre de 2021    | 18 de setembre de 2022  |
| 4          | 4                    | «Mentides inútils»           | 24 d'octubre de 2021    | 18 de setembre de 2022  |
| 5          | 5                    | «Traïcions»                  | 31 d'octubre de 2021    | 25 de setembre de 2022  |
| 6          | 6                    | «Portes giratòries»          | 31 d'octubre de 2021    | 25 de setembre de 2022  |
| 7          | 7                    | «La veritat»                 | 7 de novembre de 2021   | 2 d'octubre de 2022     |
| 8          | 8                    | «Déu no juga als daus»       | 7 de novembre de 2021   | 2 d'octubre de 2022     |
| 9          | 9                    | «Suzanne»                    | 14 de novembre de 2021  | 16 d'octubre de 2022    |
| 10         | 10                   | «Curtcircuit»                | 14 de novembre de 2021  | 16 d'octubre de 2022    |
| 11         | 11                   | «Miracles»                   | 16 de novembre de 2021  | 23 d'octubre de 2022    |
| 12         | 12                   | «L'elecció de Mosca»         | 16 de novembre de 2021  | 23 d'octubre de 2022    |
| 13         | 13                   | «La derrota»                 | 21 de novembre de 2021  | 30 d'octubre de 2022    |
| 14         | 14                   | «El pacient zero»            | 21 de novembre de 2021  | 30 d'octubre de 2022    |
| 15         | 15                   | «Cors partits»               | 28 de novembre de 2021  | 6 de novembre de 2022   |
| 16         | 16                   | «Fins a l'últim sospir»      | 28 de novembre de 2021  | 6 de novembre de 2022   |